# Чахлово (Новосибирская область)
Чахлово — деревня в Болотнинском районе Новосибирской области. Входит в состав Егоровского сельсовета.

## География
Деревня находится на расстоянии 9 км к юго-западу от города Болотное, административного центра района. Абсолютная высота — 191 м над уровнем моря.

### Часовой пояс
Деревня Чахлово, как и вся Новосибирская область, находится в часовой зоне МСК+4. Смещение применяемого времени относительно UTC составляет +7:00.

## Население
| 2002 | 2007 | 2010 |
| ---- | ---- | ---- |
| 165  | ↗214 | ↘184 |

## Улицы
- ул. Вокзальная,
- пер. Вокзальный,
- ул. Дальная,
- ул. Угловая,
- ул. Хуторская.

## Инфраструктура
В деревне по данным на 2007 год отсутствует социальная инфраструктура.

## Транспорт
На окраине деревни расположен железнодорожный остановочный пункт Чахлово.